# San Juan Tlalpujahuilla
San Juan Tlalpujahuilla es una localidad del estado de Michoacán, México. Está ubicada en el municipio de Tlalpujahua y se encuentra a 2700 m s. n. m.

## Demografía
San Juan Tlalpujahuilla tiene una población de 917 habitantes, de los cuales 424 son hombres y 493 son mujeres, estos viven en 211 viviendas.
El porcentaje de analfabetismo es de 5,2% (3.3% en hombres y 7% en mujeres), el grado de escolaridad es de 7,9% (8.3&% en hombres y 7.5% en mujeres), el 0% de adultos habla alguna lengua indígena y el 1,4% de las personas tienen una computadora.

## Clima
Predomina el clima templado con lluvias en verano, presenta temperaturas entre los 6 °C y 22 °C.